# Médine France
Albums de Médine
Grand Médine
(2020)
Singles
1. Médine France
Sortie : 23 mars 2022

Médine France est le 8e album studio du rappeur français Médine sorti le 13 mai 2022 sur le label Din Records. On peut remarquer que cet album ne comporte aucun featuring.

## Singles
Le 23 mars 2022, l'artiste a dévoilé le single "Médine France" en tant que premier extrait de l'album.

## Liste des pistes
| No  | Titre                            | Durée |
| --- | -------------------------------- | ----- |
| 1.  | Médine France                    | 3:56  |
| 2.  | Allons zenfants                  | 3:12  |
| 3.  | Saint Modeste                    | 3:38  |
| 4.  | Ratata                           | 3:17  |
| 5.  | La puissance du port du Havre    | 3:14  |
| 6.  | Médicis                          | 2:04  |
| 7.  | La France au rap français        | 2:57  |
| 8.  | Grenier à seum                   | 3:56  |
| 9.  | Houri                            | 2:27  |
| 10. | Perles d'insta                   | 3:52  |
| 11. | Généric                          | 1:48  |
| 12. | Hier c'est proche                | 4:37  |
| 13. | L'école 2 la vie                 | 2:34  |
| 14. | Heureux comme un arabe en France | 3:20  |

### Titres bonus
| No  | Titre | Durée |
| --- | --- | ----- |
| 15. | La puissance du port du Havre (Remix) (titre bonus) (feat. Index, Pirate, Oumar, SRK, Nordine MCS & Malti) | 6:29  |
| 16. | Enfant du destin - Yasser (titre bonus)                                                                    | 6:23  |

### Note
- Le titre La France au rap français contient les gimmicks de Freeze Corleone, SCH, Naps, Gazo, Guy2bezbar, Kalash Criminel, Ninho et Niska[3].